# 再見了，橡果兄弟！－奇蹟的暑假－
《再見了，橡果兄弟！－奇蹟的暑假－》是於2022年2月18日上映的日本動畫電影，由石塚敦子編劇和執導，製作人員基本沿襲2018年電視動畫《比宇宙更遠的地方》的陣容。故事講述少年朗真（鴨川朗真）與同齡少年斗斗（御手洗北斗）組成名叫「橡果兄弟（Don glee）」的小隊，與後來加入團隊的少年多洛普（佐久間雫）成為朋友，但因為意外被誤認為釀成山林火災的犯人，為了證明三人無罪展開行動所延伸的經歷。
《漂流家園》、《再見了，橡果兄弟！－奇蹟的暑假－》、《犬王 (動畫電影)》為入圍第95屆奧斯卡金像獎最佳動畫片角逐名單的日本動畫電影，但三者皆未入圍決選階段。電影整體獲得中上的評價，美術視覺效果、場景刻畫、角色之間的友誼情感描寫獲得好評，但也有評論認為劇情格局偏小、故事裡的說教意味偏重。本片已有改編漫畫、小說問世。

## 故事概要
故事以少年朗真（鴨川朗真）為主要敘事視角，以友人的逝世為開端，倒述故事的來龍去脈：朗真因為從東京搬家到鄉下、無法融入周圍的環境，這時他遇見了同樣被孤立的另一位少年斗斗（御手洗北斗），兩人組成了名叫「橡果兄弟（Don glee）」的小隊，在山林間建造了專屬他們的活動據點。後來斗斗將要升學到東京的高中，慫恿朗真致電給人在國外留學、同時是朗真心儀對象的千穗里（浦安千穗里），但由於朗真臨場膽怯而未能如願。在他們高中一年級的暑假，返回鄉下的斗斗發現「橡果兄弟」多了一名新進成員：少年多洛普（佐久間雫），後者建議他們試著去「俯視世界」，還說服朗真將所有的錢都花在了購買無人機上，一行人準備使用無人機拍攝大型專業煙火表演，同時將自己的煙火佈置在僻靜的場地。但在大型煙火晚會的當晚，他們不但發現自己購買的煙火無法完全點燃，朗真還因為操控問題遺失了無人機。幾個小時後，山上發生了火災，火勢迅速蔓延，迫使村裡出動消防車前往山區撲滅火勢。翌日，朗真的同學們散佈謠言，聲稱「橡果兄弟」是造成山林火災的犯人，原因是警方在現場發現了三者遺留在現場的啞火。為了證明自己的無罪，朗真、斗斗、多洛普開始決定找回遺失的無人機，以使用它的影片來佐證他們的清白。
朗真用智慧手機的應用軟體搜尋無人機的下落，發現無人機墜落在山上一個非常偏僻的地方，需要通宵徒步才能到達，朗真、斗斗、多洛普分別向家裡謊報他們的行動，沿途躲避調查此事的警察、消防隊和山林出沒的熊，當他們發現沒能在日落前到達無人機的所在處後，轉而在一個小瀑布附近紮營休息。待在營地休息期間，多洛普告訴朗真與斗斗，每個人應該如何擁有他們最想要的「寶物」，還談論到他在冰島的生活、曾經在金色瀑布旁邊發現一座紅色電話亭的事蹟、還有住院治療的事情，同時詢問兩者倘若世界將在明天終結，他們是否會感到後悔。與此同時，斗斗在泰半時間處於對補習與學習的恐慌狀態，不但屢次出言告誡朗真與多洛普的幼稚行為，表示因為隔天要考試的緣故，帶著參考書跟著他們行動，甚至還和多洛普發生爭執，最終恢復冷靜的斗斗承認他不太確定，自己是否想像父親希望的那樣成為一名醫生。三者在山間觀看流星雨時，斗斗向多洛普解釋了「橡果兄弟」小隊的名稱由來，其實是源自英語的「Don't glee（不高興）」，意指小學時期的斗斗與朗真從不微笑或與其他孩子玩耍，返回營地休息的三者開始唱歌玩樂，斗斗還順手將教科書扔進營火中燒毀，也不再那麼擔憂考試的事情。朗真思考過後，認為千穗里是他的「寶物」，他珍藏著千穗里使用父親贈與他的相機、拍攝的有瓢蟲飛過藍色花海的照片。
當晚，朗真在睡夢中看見多洛普與紅色電話亭出現在奇異景象的畫面，於第二天詢問多洛普關於紅色電話亭的事，多洛普說明自己不希望留下遺憾、想要朗真與斗斗見證他的「最後的冒險」的心聲，讓朗真與斗斗意會到多洛普的身體狀況已經不容樂觀。當三者發現縣道因為淹水造成道路中斷時，多洛普為自己將朗真與斗斗捲入麻煩心生愧疚，經過朗真的安慰與勉勵，三者最終如願找到了無人機，結果發現裡面沒有錄到三者未釀成火災的證據，反而是錄下大型煙火晚會的場面，遂返回各自的家裡。朗真發現村裡的大多數居民都忘記了火災事件，連多洛普也無法連絡上，反而意外地和久違的千穗里重新透過手機通訊軟體再度建立聯繫。但在幾天後，多洛普去世了。鏡頭回歸至故事的開頭：悲痛不已的朗真摧毀了「橡果兄弟」的活動據點，但是朗真與斗斗在活動據點的殘骸中，發現兩瓶可口可樂的瓶身有多洛普所畫，繪製帶有星型記號的冰島地圖。
經歷此事，朗真與斗斗決定付諸行動，搭乘飛機前往冰島尋找多洛普提及的地點。經過幾天的徒步旅行，兩者發現了一個巨大的瀑布，他們猜測這就是多洛普先前提及的金色瀑布，並且在附近找到了安裝工作電話的紅色電話亭。朗真試著接起電話亭裡的來電，卻發現是無聲電話，此時斗斗看見了留在電話亭裡的電話號碼，察覺當年他在嘗試撥打長途電話給千穗里、慫恿朗真與千穗里連絡時誤打成這個號碼（斗斗誤將手寫的+353愛爾蘭國際電話區號看成冰島用的+354），朗真與斗斗推斷，當年他們撥錯號碼時，是多洛普接了電話，這促使他去找朗真與斗斗。他們還發現了多洛普寫在可樂標籤紙上的字條，描述他的「寶物」是朋友，他們將在他最後的冒險中幫助他。為這場誤會意外促成三者相遇感到驚訝的斗斗與朗真，體認多洛普想要傳達給他們的訊息，正式對多洛普的離世釋懷，最終帶著欣喜的心境搭乘飛機離開冰島。

## 登場人物
朗真（鴨川朗真）（Rōma Kamogawa，聲：花江夏樹）
本作主角，居住關東地區農村，家庭裡的獨生子。雙親與舅舅務農。平常除了攝影和前往山區以外，沒有特別的嗜好，活動範圍僅限於騎自行車可以到達的距離，唯有學校旅行和進行課外課程才會離開社區。選填高中志願時為了讀喜多高的農業科與顧及交通距離，選擇留在農村求學。與「橡果兄弟」成員在暑假買下許多煙火，但礙於煙火有瑕疵未能如願釋放，為了證明三者不是引起森林大火的犯人，在山林間展開探險的途中逐漸理解斗斗與多洛普各自的難言之隱。後來與斗斗前往前往冰島旅行，最終尋獲多洛普提及的紅色電話亭，始理解多洛普所說的「寶物」的意義。
斗斗（御手洗北斗）（Hokuto "Toto" Mitarai，聲：梶裕貴）
御手洗醫院的院長之子，戴著眼鏡的黃褐色短髮少年，朗真的班上同學兼為數不多的朋友，與朗真組成名為「橡果兄弟」的搭檔組合，經常與朗真相約在鄰鎮舉辦花火大會期間，兩者獨自放小型煙火取樂。家人有雙親和姊姊。因為家族從醫的傳統，必須前往東京就讀高升學率的高中與接受父母安排的補習課程，但其實對於自己是否嚮往從醫抱持疑問。
起先因為考試將近，對「橡果兄弟」為了證明無罪耗費時間在山林尋找墜落的無人機不以為然，但後來被朗真、多洛普感染行動熱忱，更在多洛普逝世後體認自己的「寶物」是「不希望失去某人的生命」，志願與朗真前往冰島旅行，尋找多洛普所說的電話亭，最終理解多洛普所說的「寶物」的意義。
多洛普（佐久間雫）（Shizuku "Drop" Sakuma，聲：村瀨步）
斗斗前往東京期間，加入「橡果兄弟」的金髮少年。學歷中學畢業。個性積極，具備冒險精神，擅長化妝打扮。十分重視朗真與斗斗。先前曾經在祖父居住的冰島生活，但因為生病住院的經歷首度接觸假髮，經由鄰居大姐姐指導學會化妝技巧，同時受自身疾病的影響，渴望自己在離世前留下曾在世界活動的軌跡。
因為偶然在冰島的巨大瀑布附近的電話亭，接獲當時斗斗誤撥的跨國電話，以此契機決定動身前往日本尋找朗真與斗斗，加入團隊後建議朗真「俯瞰世界」和購入無人機，成為事件的開端。在「橡果兄弟」尋回無人機和各自返家的數天後病逝，遺留金色瀑布與電話亭的線索給朗真與斗斗。暱稱「多洛普」取自英語的「水滴（英語：Drop）」與名字裡同為「水滴」意思的雫。
千穗里（浦安千穗里）（Chibori "Tivoli" Urayasu，聲：花澤香菜）
朗真心儀的少女，前往愛爾蘭留學，將自己的聯絡方式留給斗斗。當斗斗慫恿朗真撥電話向她告白時，意外打成接通冰島電話亭的電話號碼，成為朗真、斗斗、多洛普相遇的契機。喜愛攝影。後來透過手機通訊軟體重新和朗真建立聯繫，稱讚朗真對於她拍攝的照片的詮釋。結局時正待在都市裡拍攝當地的風景。
鴨川太朗（Tarō Kamogawa，聲：田村淳（倫敦靴子1號2號））
朗真的父親，繼承已故雙親遺留田地的農民，因為弟弟與弟媳協助種田，所以沒有強迫朗真繼承家業。在朗真中學時期將自己的相機贈與給他。
鴨川真子（Mako Kamogawa，聲：指原莉乃）
朗真的母親。相當關心朗真。在朗真的舅舅詢問新培育品種菠菜的命名時，向朗真諮詢意見，事後因為自己的誤解，向朗真的舅舅轉述朗真的建議時，將新品種菠菜的名字唸成「涼拌-尤克特拉希爾」，被朗真的舅舅加以採用。
安藤
「安藤雜貨店」的老闆娘，與朗真等人熟識，在朗真前來採購煙火時，順便贈送舊式打火機給他。後由於發生山林火災，警方在進行調查時詢問她相關證詞，造成朗真的同學們開始造謠「橡果兄弟」釀成火災的事蹟。

## 製作人員
- 導演、劇本：石塚敦子
- 角色設定：吉松孝博
- 美術導演：岡本綾乃
- 美術背景制作協力：山根左帆
- 美術設定：綱頭瑛子、平澤晃弘
- 色彩設計：大野春惠
- 攝影導演：川下裕樹
- 3D監督導演：廣住茂德、今垣佳奈
- 編輯：木村佳史子
- 音樂：藤澤慶昌
- 音響導演：明田川仁
- 音響效果：上野勵
- 動畫制作：MADHOUSE
- 發行商：KADOKAWA
- 製作：再見了，橡果兄弟！－奇蹟的暑假－製作委員會[2]

## 音樂
- 主題曲〈Rock The World〉
  - 演唱：［Alexandros］

## 評價
在知名影評匯總網站爛番茄上，電影根據18個評論，獲得100%新鮮度，平均得分7.5/10。2023年3月，本片在爛蕃茄發表「根據爛番茄評論家評比，100部不限時間的最佳日本動畫電影」排行榜名列第37名。

## 獲獎與提名記錄
獲獎獎項
- 2022年蘇格蘭愛動漫影展（英语：Scotland Loves Animation） 評審團獎、觀眾獎
- 2021年-2022年Newtype動畫獎 動畫電影獎第8名

提名獎項
- 第77屆每日電影獎 最佳動畫片獎
- 第15屆亞洲太平洋電影獎 (Asia Pacific Screen Awards) 最佳動畫片獎
- 第10屆動畫趨勢獎（Anime Trending Award）年度動畫電影獎[8]

## 跨媒體作品

### 小說
動畫電影的小說版於2022年1月13日出版，作者是山室有紀子。
| 卷數 | KADOKAWA | KADOKAWA      | KADOKAWA              |
| 卷數 | 書名     | 發售日期      | ISBN                  |
| ---- | -------- | ------------- | --------------------- |
| 全   |          | 2022年1月13日 | ISBN 978-404632-145-9 |

外傳小說於2022年2月25日出版，作者是庵田定夏。
| 卷數 | KADOKAWA | KADOKAWA      | KADOKAWA              |
| 卷數 | 書名     | 發售日期      | ISBN                  |
| ---- | -------- | ------------- | --------------------- |
| 全   |          | 2022年2月25日 | ISBN 978-404681-285-8 |

### 漫畫
動畫電影的漫畫版於《月刊Comic Gene》2021年11月號（2021年10月15日發售）起開始連載，作畫是しんき。單行本於上映同日，即2022年2月18日出版。
| 卷數 | KADOKAWA | KADOKAWA      | KADOKAWA              |
| 卷數 | 書名     | 發售日期      | ISBN                  |
| ---- | -------- | ------------- | --------------------- |
| 1    |          | 2022年2月18日 | ISBN 978-404681-081-6 |

## 備註
1. ↑  此處為諧音雙關，斗斗採用英語的「Don't glee」為小隊命名，但由於「Don't glee」音同日語的橡樹子「（日語：どんぐり）」，加上朗真不擅長英語，導致朗真長期誤認團隊名稱為「橡果兄弟」

## 外部連結
- 官方网站 （日語）
- 再見了，橡果兄弟！－奇蹟的暑假－的X（前Twitter） （日語）